# میلستون، نیوجرسی
میلستون (به انگلیسی: Millstone Township) شهری در ایالت نیوجرسی کشور ایالات متحده آمریکا است که جمعیت آن در سرشماری سال ۲۰۱۰ میلادی، ۱۰٬۵۶۶ نفر بوده‌است.